# فرانكو موسيس
فرانكو موسيس (19 أبريل 1992 بلابلاتا في الأرجنتين - ) هو لاعب كرة قدم إيطالي وأرجنتيني في مركز الوسط. لعب مع جيمناسيا لابلاتا ونادي جنوى ونادي سان لورينزو ونادي كوبنهاغن.

## وصلات خارجية
- فرانكو موسيس على موقع قاعدة بيانات كرة القدم.إي يو (الإنجليزية)
- فرانكو موسيس على موقع Soccerway.com (الإنجليزية)
- فرانكو موسيس على موقع عالم كرة القدم.نت (الإنجليزية)
- فرانكو موسيس على موقع AS.com (الإسبانية)